# Erol Zavar
Erol Zavar (* 1964 in Zonguldak, Türkei) ist ein ehemaliger Chefredakteur der türkischen links Zeitschrift ODAK.
Am 27. Juni 2001 wurde er vom 2. Staatssicherheitsgericht in Ankara wegen Mitgliedschaft in der illegalen Widerstandsorganisation Direniş Hareketi und wegen Versuches, die verfassungsrechtliche Ordnung mit Gewalt umzustürzen, gemäß Art. 146 I a.F. des türkischen Strafgesetzbuches zum Tode verurteilt. Die Strafe wurde in eine lebenslange Freiheitsstrafe umgewandelt und Zavar im Typ-F-Gefängnis in Ankara inhaftiert.
Da Zavar an Blasenkrebs leidet, argumentiert seine Familie, dass die Strafe für einen lebensbedrohlich Erkrankten ausgesetzt werden müsse. Sie haben die Aktion die Strafe des Zavar aussetzen ins Leben gerufen, um Zavar aus dem Gefängnis zu holen und ihm die bestmögliche medizinische Behandlung geben zu lassen.